# Carex globulosa
Carex globulosa är en halvgräsart som beskrevs av Phulphong och David Alan Simpson. Carex globulosa ingår i släktet starrar, och familjen halvgräs. Inga underarter finns listade i Catalogue of Life.